# Greensburg (Luisiana)
Greensburg é uma cidade  localizada no estado americano de Luisiana, na Paróquia de St. Helena.

## Demografia
Segundo o censo americano de 2000, a sua população era de 631 habitantes.
Em 2006, foi estimada uma população de 642, um aumento de 11 (1.7%).

## Geografia
De acordo com o United States Census Bureau tem uma área de
6,5 km², dos quais 6,5 km² cobertos por terra e 0,0 km² cobertos por água. Greensburg localiza-se a aproximadamente 67 m acima do nível do mar.

## Localidades na vizinhança
O diagrama seguinte representa as localidades num raio de 20 km ao redor de Greensburg.